# George Shuckburgh-Evelyn

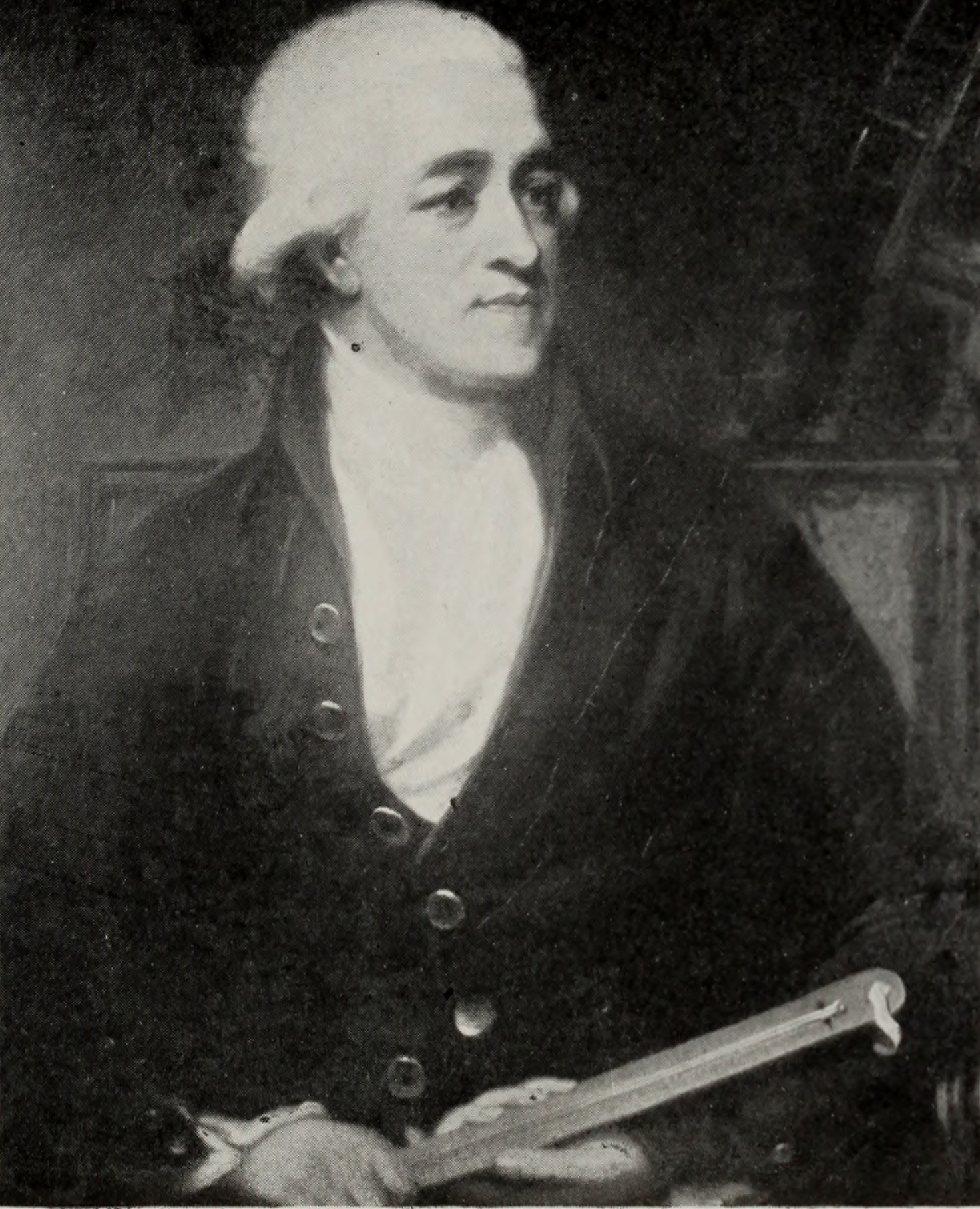
George Shuckburgh-Evelyn

George Augustus William Shuckburgh-Evelyn Bt (Limerick, 23 augustus 1751 - 11 augustus 1804) was een Brits politicus, wiskundige en astronoom.

## Biografie
George Shuckburgh werd in 1751 in Limerick geboren als zoon van Richard Shuckburgh. Hij kreeg een opleiding in de stad Rugby en aan het Balliol College in Oxford. Na het overlijden van een oom in 1773 erfde hij het baronetschap en verhuisde hij naar het familielandgoed nabij Daventry in het graafschap Warwickshire. Hij zetelde in het Britse Lagerhuis voor het kiesdistrict Warwickshire van 1780 tot aan zijn overlijden in 1804.
Shuckburgh trouwde in 1782 met Sarah Johanna Darker en hertrouwde in 1785 met Julia Annabella Evelyn. Na het overlijden van zijn tweede schoonvader voegde Shuckburgh diens naam Evelyn toe aan zijn achternaam.
Shuckburgh-Evelyn overleed in zijn woonplaats op 11 augustus 1804.

## Wetenschappelijk werk
Shuckburgh verrichtte vele sterrenkundige waarnemingen en publiceerde daar ook over. In 1791 werd op zijn landgoed een nieuwe telescoop geplaatst, van de hand van de vermaarde instrumentmaker Jesse Ramsden. Tussen 1774 en 1797 publiceerde Shuckburgh vele efemeriden, tabellen van toekomstige astronomische verschijnselen, ten behoeve van de wetenschap en de navigatie. Verder deed hij waarnemingen aan eigenschappen van de oppervlakte van de maan.
Daarnaast was hij actief op het gebied van de metrologie. Hij deed experimenten met het kookpunt van water bij wisselende luchtdruk en gaf aan hoe een thermometer voor deze effecten kon worden geijkt. Shuckburgh liet instrumentmaker Edward Troughton een vijf voet lange, bronzen schaalstok van grote nauwkeurigheid vervaardigen. Deze schaalstok zou later door de astronoom George Biddell Airy gebruikt worden bij metingen voor het bepalen van de exacte vorm van de aarde.
Op het gebied van de statistiek was Shuckburgh een pionier in het vergelijken van prijsindices.

## Erkenning
Shuckburgh werd in 1774 toegelaten tot de prestigieuze Royal Society, de Britse academie van wetenschappen. In 1798 werd hem de Copley Medal, de wetenschapsprijs van dat instituut, toegekend voor diverse publicaties in Philosophical Transactions, het tijdschrift van de academie.
Hij deelde de prijs dat jaar met de Britse scheikundige Charles Hatchett.
De inslagkrater Shuckburgh op de maan is naar hem genoemd.
- Bibliothèque nationale de France: cb14956125c (data)
- Gemeinsame Normdatei: 1160051542
- International Standard Name Identifier: 0000 0000 3861 3444
- Library of Congress Control Number: n88087049
- SNAC: w6mh0352
- Système universitaire de documentation: 137062036
- Virtual International Authority File: 48313490
- WorldCat: E39PBJwHg4w8tWjRvcbBK6Xw4q